# Камиш-Узяк
Ками́ш-Узя́к (рос. Камыш-Узяк, башк. Ҡамышүҙәк) — присілок у складі Зілаїрського району Башкортостану, Росія. Входить до складу Матраєвської сільської ради.
Населення — 3 особи (2010; 16 в 2002).
Національний склад:
- башкири — 100%